# ویتگرا
شهر ویتگرا (به روسی: Вытегра) در کشور روسیه و در اوبلاست ولوگدا واقع شده‌است.